# Heinkel He 70
O Heinkel He 70 foi um avião monomotor monoplano produzido pela Heinkel, na Alemanha. Foi construído para transportar correio e passageiros em viagens nacionais e internacionais. Foi também usado pela Luftwaffe como bombardeiro e aeronave de reconhecimento. Embora tenha sido rapidamente substituído por aeronaves que podiam transportar mais passageiros e mais carga, o He 70 tinha um design avançado para a sua época, tendo batido 8 recordes mundiais de velocidade em 1933.

## Variantes
| Variantes                      | Características | Qtd. produzida    |
| ------------------------------ | --- | ----------------- |
| He 70a                         | Primeiro protótipo | 1                 |
| He 70b                         | Segundo protótipo com tripulação de 2 e assentos para 4 passageiros | 1                 |
| He 70c                         | Terceiro protótipo armado com metralhadoras para testes de versões de bombardeiros leves, reconhecimento e missões de correio                                                                      | 1                 |
| He 70d                         | Quarto protótipo construído em 1934 para a Luft Hansa, motorizado com motor BMW VI 7.3 | 1                 |
| He 70A                         | Quinto protótipo construído em 1934 para a Luftwaffe como bombardeiro leve e motores BMW VI 7.3 | 1                 |
| He 70D                         | Versão de passageiros para a Luft Hansa | 1                 |
| He 70E                         | Bombardeiro leve para a Luftwaffe, depois convertido na versão F | 1                 |
| He 70F                         | Conversão da versão E para reconhecimento / correio para a Luftwaffe | 1 convertido do F |
| He 70F-1                       | Versão de longo alcance para reconhecimento | N/D               |
| He 70F-2                       | Similar ao 70F-1 | N/D               |
| He 70G                         | Versão de passageiros construída para a Luft Hansa, após 1937 convertido em versão F | N/D               |
| He 70G-1                       | Uma aeronave equipada com motor Rolls-Royce Kestrel de 810 hp (604 kW) | 1                 |
| He 70K (He 170A)               | Versão de reconhecimento rápido construído sob licença na Hungria e equipado com motores radiais Gnome-Rhône Mistral Major fabricados sob licença como WF-K-14 e com potência de 1 000 hp (746 kW) | N/D               |
| He 270 V1 (W.Nr. 1973, D-OEHF) | Protótipo equipado com motores Daimler-Bez DB601Aa V12 em linha | 1                 |

## Operadores
Civis
- Alemanha

Deutsche Luft Hansa recebeu os primeiros dois protótipos em 1933 e 1934 bem como três He 70D em 1934 e 10 He 70G em 1935.
- Japão

O Serviço Aéreo da Marinha Imperial Japonesa recebeu um modelo para testes.
- Suíça

A Swissair recebeu alguns He 70 para transporte expresso trans-alpino entre Zurique e Milão em 1934.
- Reino Unido

A Rolls-Royce adquiriu um He 70G da RLM em troca de quatro motores Kestrel. Ele foi usado para testes de motores.
Militares
- Alemanha

Luftwaffe.
- Espanha

O Ejército del Aire recebeu 11 aeronaves das 30 aeronaves da Legião Condor.
- Hungria

A Força Aérea Real da Hungria recebeu 18 versões licenciadas do He 70A.